# Время в Грузии
| светло-синий   | западноевропейское время / среднее время по Гринвичу (UTC+0)                                                                        |
| синий          | западноевропейское время / среднее время по Гринвичу (UTC+0) западноевропейское летнее время / ирландское стандартное время (UTC+1) |
| красный        | центральноевропейское время (UTC+1) центральноевропейское летнее время (UTC+2)                                                      |
| жёлтый         | восточноевропейское время / калининградское время (UTC+2)                                                                           |
| хаки           | восточноевропейское время (UTC+2) восточноевропейское летнее время (UTC+3)                                                          |
| светло-зелёный | московское время / турецкое время (UTC+3)                                                                                           |
| светло-голубой | азербайджанское время / армянское время / грузинское время / самарское время (UTC+4)                                                |

В Грузии используется Время Грузии (GET), которое соответствует часовому поясу UTC+4.

## История
Поочерёдная смена летних и зимних времён происходила в связи сотрудничества Грузии с Евросоюзом. После с 13 октября 2005 г., президент Михаил Саакашвили совместно с правительством Грузии решили об отмене перехода на зимнее время. На сегодняшний день Грузия опережает поясное (географическое) время по отношению к себе на 1 час. Сейчас это часовой пояс UTC+4.
Перевод времени имеет несколько причин, таких как сотрудничество Грузии с Евросоюзом, влияние биологических и циркадных ритмов. 
По заявлению заместителя министра экономики Грузии Нателы Турнава (в настоящее время — Министр экономики и устойчивого развития Грузии), такое решение снизит использование электроэнергии и будет оказывать благоприятное воздействие на здоровье жителей Грузии.